# حمض تحت النتروز
حمض تحت النتروز هو حمض أكسجيني ضعيف للنتروجين له الصيغة الكيميائية H2N2O2، ويكون على شكل بلورات بيضاء، ذات قابلية للانفجار عندما تكون جافة. تدعى أملاح هذا الحمض باسم تحت نتريت (هيبونتريت).

## التحضير
يحضر النوع المفروق trans من حمض تحت النتروز من تفاعل اختزال حمض النتروز؛ أو من تفاعل نتريت الصوديوم مع غاز الهيدروجين المتولد من اختزال الماء بملغمة الصوديوم:
{\displaystyle \mathrm {2\,NaNO_{2}+4\,Na_{Amalgam}+2\,H_{2}O\longrightarrow Na_{2}N_{2}O_{2}+4\,NaOH} }
يمكن الحصول على الحمض من الملح الصوديومي (تحت نتريت الصوديوم) الحلول في الماء، وذلك من تفاعله مع نترات الفضة، فيتم الحصول على مركب أصفر غير منحل في الماء من تحت نتريت الفضة:
{\displaystyle \mathrm {Na_{2}N_{2}O_{2}+2\,AgNO_{3}\longrightarrow Ag_{2}N_{2}O_{2}\downarrow +\ 2\,NaNO_{3}} }
والذي يعالج بعد فصله بغاز كلوريد الهيدروجين في وسط من الإيثر:
{\displaystyle \mathrm {Ag_{2}N_{2}O_{2}+2\,HCl_{(g)}\longrightarrow H_{2}N_{2}O_{2}+2\,AgCl\downarrow } }

## الخصائص

النمط مقرون cis من حمض تحت النتروز.

يوجد نمطان من حمض تحت النتروز من حيث البنية، وهما النمط مفروق trans والنمط مقرون cis. يمكن عزل الشكل مفروق على هيئة بلورات بيضاء، في حين أن الشكل المقرون لا يمكن عزله ولا يوجد إلا على شكل أملاح. يكون النمط المفروق من حمض تحت النتروز على شكل بلورات بيضاء صفائحية قابلة للاسترطاب، وتكون لها قابلية للانفجار عندما تكون جافة. يتفكك المركب بسهولة إلى غاز أكسيد النتروز:
{\displaystyle \mathrm {H_{2}N_{2}O_{2}\longrightarrow H_{2}O+N_{2}O} }
وهذا التفاعل غير عكوس؛ أي أن أكسيد النتروز هو مصنف نظرياً على أنه بلاماء حمض تحت النتروز.
يصنف حمض تحت النتروز ضمن الأحماض الضعيفة، وهو قابل للانحلال في الماء وفي الإيثانول، كما أنه ينحل في الإيثر وفي البنزين والكلوروفورم.

## اقرأ أيضاً
- حمض النتروز
- حمض الهيدروكلوريك